# Simulation numérique de réseaux de gaz naturel
 (juin 2017).
La simulation d'un réseau de gaz naturel décrit l'utilisation d'un modèle numérique d'un réseau de transport ou de distribution comme aide à la décision dans le cadre de différentes tâches en relation avec la conception et l'exploitation du réseau.

## Le besoin en simulations numériques
Les réseaux de distribution de gaz naturel sont généralement des réseaux maillés, c'est-à-dire que pour aller d'un point d'alimentation du réseau à un consommateur du réseau, en général plusieurs parcours sont possibles. On ne peut donc pas connaitre le débit dans un tronçon de conduite donné sans procéder à une simulation numérique. La simulation numérique permet de déterminer les pressions et débits que l'on trouvera dans le réseau, en fonction des débits entrants (points d'alimentation du réseau) et sortants (typiquement les consommateurs de gaz).  

## Types de simulation
Fondamentalement, l'on pratique deux types de simulation en fonction du régime de l'écoulement dans le réseau : 
- Régime stationnaire : les conditions d'écoulement et les caractéristiques du gaz sont supposées constantes.
- Régimes non-stationnaires ou transitoires :  simulation des variations brusques de régime dans un réseau, typiquement pour simuler des incidents ou des manœuvres de vannes.

## Topologie du réseau

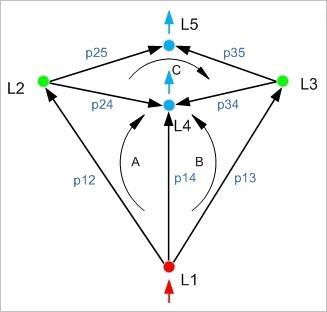
Éléments de base de la topologie d'un réseau de gaz naturel.

Pour pouvoir simuler numériquement un système, il est nécessaire de procéder à une discrétisation, c'est-à-dire transformer l'objet continu qu'est le réseau en une série de d'élément géométriques discrets. En pratique, pour un réseau de distribution de gaz, on utilise 2 classes d'entités géométriques pour le décrire:
Des lignes ou segments de droites, qui sont généralement des segments de conduites, mais peuvent aussi représenter des éléments de contrôle du flux de gaz tels que des vannes, des compresseurs, des régulateurs de pression, etc.   
L'image ci-contre illustre la topologie typiquement utilisée pour la modélisation numérique d'un réseau de distribution de gaz naturel. L'altitude ayant une grande importance pour les calculs ultérieurs, la position de chaque nœud est définie par les 3 coordonnées x,y,z. Un nœud peut avoir un débit entrant dans le réseau - comme le point L1 dans le dessin ci-contre. Cela peut représenter un point d'alimentation depuis un réseau amont. Ou il peut avoir un débit sortant du réseau, comme les nœuds L4 et L5 ci-contre. Il s'agit typiquement de nœuds représentant des consommateurs de gaz.        
Une conduite sera définie, dans le modèle numérique, par les caractéristiques suivantes :         
- La longueur
- Le diamètre
- Un paramètre représentant la qualité de la surface, typiquement la rugosité. Ce paramètre est essentiel pour le calcul des pertes de charge
- Les 2 nœuds aux extrémités de la conduite

## Méthodes mathématiques de simulation du réseau en régime stationnaire
Il s'agit fondamentalement de résoudre un système de n équations non-linéaires. 
Pour les nœuds, on applique la loi des nœuds de Kirchhoff. Kirchhoff a formulé sa loi pour les réseaux électriques, mais pour un réseau de distribution de gaz, on l'applique par analogie aux débits de gaz. Dans sa version originale, la loi des nœuds de Kirchhoff stipule que la somme des intensités des courants qui entrent par un nœud est égale à la somme des intensités des courants qui sortent du même nœud. Pour les réseaux de gaz, on dira que la somme des débits de gaz qui entrent par un nœud est égale à la somme des intensités des courants qui sortent du même nœud. Cela découle directement du premier principe de la thermodynamique.
Pour les conduites, l'équation à appliquer est une équation de perte de charge. Les équations utilisées dans les calculs de gazoducs et de réseaux de distribution sont généralement des équations semi-empiriques, dérivées des équations classiques de pertes de charge et d'études expérimentales. Parmi les plus communément utilisées dans les logiciels de simulation de réseaux de distribution de gaz, on peut citer :  
- L'équation de Colebrook.
- L'équation ou méthode AGA NB-13, qui se réfère à l'équation de von Karman pour les écoulement turbulents.
- L'équation de Renouard.

L'ensemble des équations de chaque nœud et de chaque conduite représente un système d'équations non-linéaire, qui peut être résolu par une méthode numérique, typiquement par la méthode de Newton ou l'algorithme de Gauss-Newton. 

## Utilisations de la simulation numérique
Les réseaux de distribution de gaz naturel datent généralement, au moins en partie, de l'époque du gaz de ville, et donc d'avant l'existence d'ordinateurs permettant de réaliser des simulations numériques de ces réseaux. 

### Planification de réseaux
La plupart des réseaux urbains de distribution du gaz naturel datent d'avant l'ère de l'informatique. Comme nombre de réseaux d'infrastructure urbains, ils se sont développés de manière organique en fonction de la demande. 

### Exploitation de réseau
La simulation numérique de réseaux de distribution est beaucoup utilisée aussi pour l'exploitation. Elle permet de répondre à des questions telles que : 
- À partir de quelle température extérieure peut-on mettre temporairement d'un poste de détente donné, pour, par exemple, des travaux de maintenance ?
- Si l'on coupe une conduite donnée dans un réseau maillé, à une température extérieure donnée, est-ce que l'approvisionnement en gaz reste assuré pour tous les clients ?